# Diagnostic bâtiment
Le diagnostic préalable à la réalisation des travaux de conservation-restauration du patrimoine architectural permet par l'expertise technique de déterminer la nature des matériaux employés par l'auteur de l'œuvre, de reconstituer les différentes étapes de son histoire, puis d'identifier leur altération et de pronostiquer leur évolution.

## Définition et objectifs
C'est une mission d'assistance permettant au maître d'ouvrage d'arrêter un programme de travaux. 

### Les études de programmation
« L'importance des études de programmation est aujourd'hui admise et reconnue. Faire l'impasse sur cette phase essentielle du projet, prévoir un budget et un délai trop faibles pour faire toutes les explorations nécessaires, négliger les concertations indispensables risquent fort de remettre plus tard en cause tout ou partie du projet. Le maître d'ouvrage a besoin de tous les éléments que fournissent de bonnes études de programmation pour arrêter des choix les plus judicieux possibles et pouvoir ensuite faire partager ses choix aux futurs usagers et utilisateurs ».

### Les études de conservation-restauration
Quelques architectes et sociétés, en nombre limité, se sont spécialisées dans le conseil en techniques de conservation-restauration sur tous les monuments et objets d’art : diagnostic de l’état de conservation, étude préalable et suivi des travaux en liaison avec les maîtres d’œuvre.
Citons par exemple les Architectes spécialisés (Architectes en chef des monuments historiques, architectes du patrimoine, architectes expérimentés dans le domaine du bâti ancien), qui se chargent de : 
- l'établissement du protocole de conservation-restauration ;
- l'adéquation de la meilleure technique pour le problème posé ;
- la recherche de nouvelles technologies et applications ;
- du contrôle et du suivi de chantier, avec tests et essais.

Leur diagnostic de l’état de conservation comprend la recherche et la caractérisation des altérations affectant le bâtiment ou l’œuvre ; tout diagnostic se base sur des données objectives d’analyses. Pour les études, ces sociétés travaillent en étroite collaboration avec des spécialistes de disciplines multiples : archéologues, architectes, documentalistes, historiens d'art, photographes, géologues, réalisateurs de vidéos, chimistes, ingénieurs, etc.
Elles proposent donc soit une étude complète, soit un complément d’information, et se chargent, après définition de l’étendue de leur mission avec les commanditaires, de la mise en œuvre de l’ensemble des recherches, et travaillent sur devis en France et à l’étranger. 

### Étude des maçonneries anciennes
Il s'agit d’essais non destructifs qui permettent d'estimer la compacité des matériaux en place :
- l'auscultation dynamique (mesure de la vitesse du son) au travers des éléments de maçonnerie à injecter ;
- l'inspection au géoradar permet de mettre en évidence la présence de cavités dans la maçonnerie ;
- la mesure de la perméabilité à l'eau. Directement dérivé de l'essai Lugeon mais plus rarement utilisé sur les maçonneries.

### Diagnostic structurel et pathologie des matériaux
Le diagnostic structurel et pathologie des matériaux est essentiel pour évaluer l’état d’un bâtiment, anticiper les problèmes et planifier des travaux de conservation ou de restauration. Voici quelques éléments importants à considérer :
1. Diagnostic Structurel : Dans le cadre des missions d’un BET[3], le diagnostic structurel peut être défini comme l’examen/inspection de la structure d’un ouvrage et des matériaux le composant afin d’en déterminer ses caractéristiques structurelles et/ou les pathologies dont les matériaux sont atteints. Il s’agit d’une expertise technique qui permet de dresser un bilan de santé de la structure du patrimoine architectural. Les objectifs du diagnostic structurel incluent :
  - Dresser un état des lieux de la structure de l’ouvrage et son état de conservation.
  - Identifier l’origine et la nature des causes de désordres.
  - Vérifier l’adéquation entre les capacités structurelles de l’ouvrage et les modifications apportées dans le cadre de projets de travaux.
  - Établir une analyse prédictive de l’évolution probable de l’ouvrage.
  - Préconiser des solutions techniques de réparation/renforcement et fournir une estimation financière relative.
  - Proposer un plan de maintenance/surveillance.
2. Pathologies des Matériaux : Le diagnostic structurel permet d’identifier les pathologies affectant les matériaux de l’ouvrage. Voici quelques exemples de pathologies courantes :
  - Fissuration : Des fissures dans le béton, la maçonnerie ou d’autres matériaux peuvent indiquer des problèmes structurels.
  - Corrosion d’armatures : La détérioration des armatures métalliques peut affaiblir la structure.
  - Fléchissement : Des déformations excessives peuvent compromettre la stabilité.
  - Pourriture : Dans le cas du bois, la pourriture peut entraîner des problèmes de solidité.
  - Affaissement de balcon, tassement de fondations, etc.
3. Prévention et Maintenance : Le diagnostic structurel permet également de proposer des solutions de réparation et de renforcement, ainsi qu’un plan de maintenance pour assurer la durabilité de l’ouvrage. Il est essentiel pour préserver notre patrimoine architectural et garantir sa pérennité.

## Diagnostics à réaliser à l'occasion de la vente ou location d'un immeuble bâti
Le Diagnostic immobilier à réaliser à l'occasion de la vente ou location d'un bâtiment est une série de constats obligatoires. Lors de la vente (ou de la location) d'une maison ou d'un appartement en France, la fourniture d'une série de diagnostics est obligatoire pour l'information des acquéreurs ou la location d'un bien immobilier. L'ordonnance 2005-655 du 8 juin 2005 et le décret d'application 2006-1114 ont permis le regroupement de l'ensemble de ces documents en un seul dossier appelé « Dossier de Diagnostic Technique (DDT)», celui-ci comprend les éléments ci-après :
- diagnostic amiante ;
- diagnostic termite ;
- diagnostic plomb (peintures) ;
- diagnostic de performance énergétique ;
- état des risques naturels et technologiques ;
- diagnostic gaz ;
- diagnostic électrique ;
- conformité de l'assainissement non collectif.

Enfin, un autre document peut être réclamé en cas de copropriété, mais il ne figure pas dans le dossier de diagnostic technique :
- Métrage Loi Carrez (superficie Carrez).